# Aftonbladet

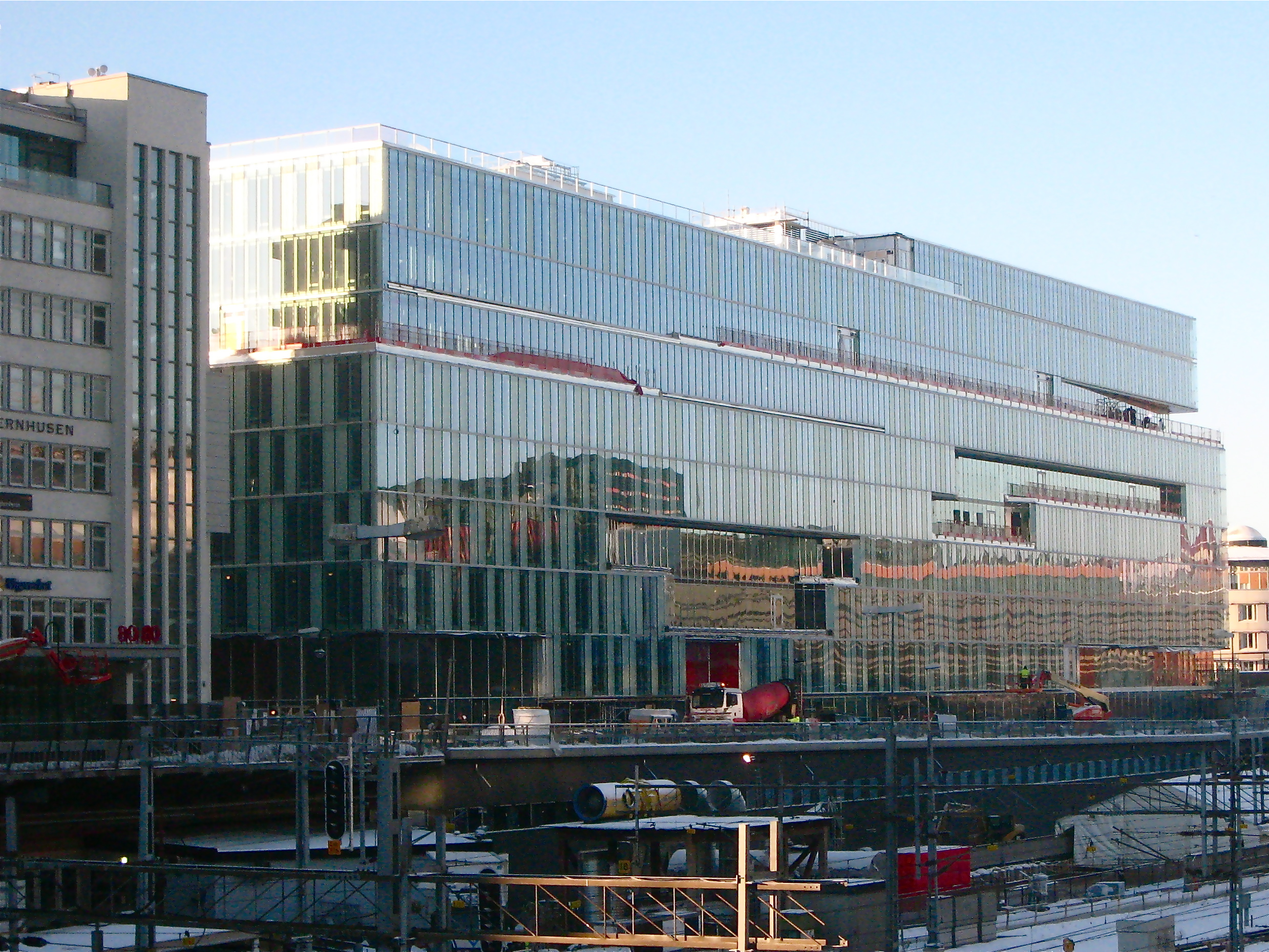
Główna siedziba Aftonbladet w Sztokholmie

Aftonbladet (szw. „gazeta wieczorna”) – szwedzki dziennik popołudniowy ukazujący się od 1830 roku w Sztokholmie.
Dziennik przechodził bardzo burzliwą drogę. Początkowo miał charakter liberalny i opozycyjny w stosunku do panującego króla Karola XIV Jana. Wielokrotnie zawieszany przez władze często zmieniał tytuł. Orientacja polityczna pisma zmieniała się szereg razy, podczas obu wojen światowych pismo prezentowało sympatie proniemieckie. Obecnie jest własnością Federacji Szwedzkich Związków Zawodowych (od 1956 roku).
Od 1946 dziennik Aftonbladet i szwedzki związek piłkarski (Svenska Fotbollförbundet) przyznają nagrodę Guldbollen (Złotą Piłkę) dla najlepszego szwedzkiego piłkarza w danym roku.